# Tapinauchenius gigas
Tapinauchenius gigas är en spindelart som beskrevs av Lodovico di Caporiacco 1954. Tapinauchenius gigas ingår i släktet Tapinauchenius och familjen fågelspindlar.
Artens utbredningsområde är Franska Guyana. Inga underarter finns listade i Catalogue of Life.